# Механізаторів (Упоровський район)
Механіза́торів (рос. Механизаторов) — селище у складі Упоровського району Тюменської області, Росія.
Населення — 197 осіб (2010, 219 у 2002).
Національний склад станом на 2002 рік:
- росіяни — 94 %